# Tõnu Haljand
Tõnu Haljand (russe : Тыну Хальянд), né le 1er juillet 1945 à Tallinn et décédé le 28 août 1997 à Ähijärve, est un skieur estonien. 

## Biographie
Représentant le club Dünamo Tallinn, il devient champion d'Union soviétique de combiné en 1973, et a également obtenu des accessits lors d'autres éditions de ces championnats : médaille d'argent en 1970, de bronze en 1966 et 1975. En tant que représentant de l'union Soviétique, il s'est classé 12e de l'épreuve de combiné des Jeux olympiques de Grenoble en 1968 et a participé aux Championnats du monde à Štrbské Pleso en 1970. Haljand a été cinq fois champion d'Estonie de combiné, en 1965, 1966, 1968, 1969 et 1972, et deux fois champion de saut spécial en 1966 et 1973. En 1965, il a remporté le marathon de Tartu, une épreuve de fond longue de 56 kilomètres.
Haljand est l'un des cinq Estoniens qui ont participé aux Jeux olympiques d'hiver dans les années où l'Estonie faisait partie de l'Union soviétique, entre 1944 et 1991. Les autres sont Uno Kajak (1956, combiné), Ants Antson (1964 et 1968, patinage sur glace), Fiodor Koltchine (1980, combiné) et Allar Levandi (1988, combiné).

## Sources
- Eesti Spordi Biograafiline Leksikon: Tõnu Haljand (31. desember 2010, besøkt 26. januar 2015)
- Sport24: Tõnu Haljand (resultater, besøkt 26. januar 2015)
- Sports Reference: Tõnu Haljand (olympiaresultater, besøkt 26. januar 2015)
- Tartu Maraton: Participation statistics (besøkt 26. januar 2015)
- Uuemõisa Lasteaed-Algkool: Eestlased taliolümpial (besøkt 28. januar 2015)